# Free the World
«Free the World» es un sencillo de LaToya Jackson de su álbum Startin' Over. Fue inspirado en los ataques Atentados del 11 de septiembre de 2001. El sencillo se posicionó en 2005, en la posición #24 del Billboard Hot Dance/Club Play charts.
Esta canción no va a ser incluida en la nueva versión de Startin' Over
- Datos: Q5500327